# 100133 Demosthenes
100133 Demosthenes este o planetă minoră (asteroid), cu un diametru de 9,405 km, din centura de asteroizi. A fost descoperită pe 15 septembrie 1993 la Observatorul La Silla de Eric Walter Elst și a fost numită după Demostene. 
Obiectul prezintă o orbită caracterizată de o semiaxă mare de 3,9435340257724 UAi, o excentricitate de 0,21, o înclinație de 2,6 ° în raport cu ecliptica.